# Ruslán Poiséyev
Ruslán Poiséyev –en ruso, Руслан Поисеев– (Yakutsk, URSS, 4 de diciembre de 1987) es un deportista ruso que compitió en taekwondo.
Ganó una medalla de bronce en el Campeonato Mundial de Taekwondo de 2015 y dos medallas de bronce en el Campeonato Europeo de Taekwondo, en los años 2014 y 2016.

## Palmarés internacional
| Campeonato Mundial | Campeonato Mundial  | Campeonato Mundial | Campeonato Mundial |
| Año                | Lugar               | Medalla            | Categoría          |
| ------------------ | ------------------- | ------------------ | ------------------ |
| 2015               | Cheliábinsk (Rusia) | Medalla de bronce  | –58 kg             |
| Campeonato Europeo |                     |                    |                    |
| Año                | Lugar               | Medalla            | Categoría          |
| 2014               | Bakú (Azerbaiyán)   | Medalla de bronce  | –58 kg             |
| 2016               | Montreux (Suiza)    | Medalla de bronce  | –58 kg             |